# Hansda Sowvendra Shekhar

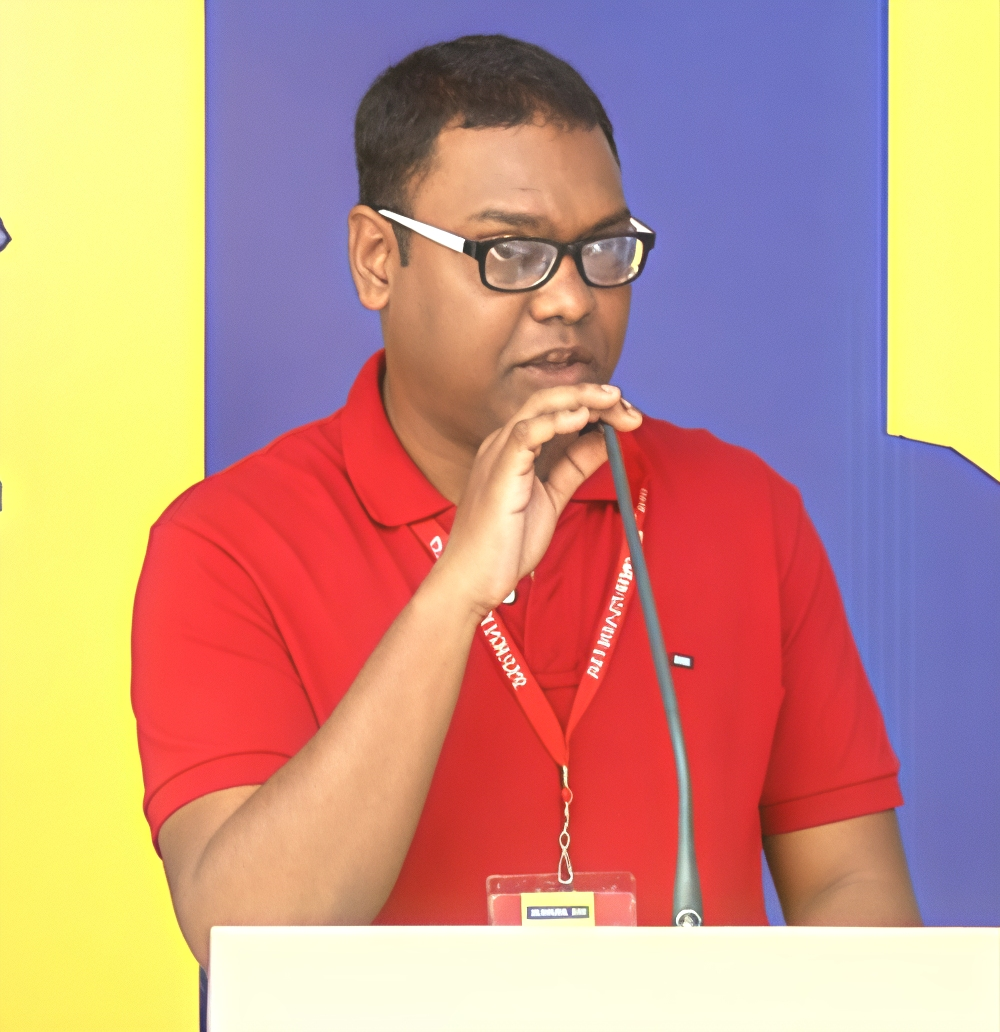
Hansda Sowvendra Shekhar (2015)

Hansda Sowvendra Shekhar (geboren 1983 in Jharkhand) ist ein indischer Autor. Er schreibt auf Englisch, seine Bücher wurden in mehrere indische Sprachen übersetzt.

## Leben und Werk
Hansda Sowvendra Shekhar wuchs in Jharkhand auf, wo er auch heute noch lebt. Er arbeitet im Auftrag der Regierung als Arzt. Für seinen ersten Roman, The mysterious Ailment of Rupi Baskey (auf dt. in etwa 'Die seltsame Krankheit des Rupi Baskey'), der in einem Dorf der Santal spielt, erhielt er den Yuva Puraskar Award der Sahitya Akademie. Der Roman kann als wichtiger Meilenstein in der Abkehr von einer undifferenzierten Darstellung indigener Völker in Indien gesehen werden. Sein zweites Buch, The Adivasi will not Dance (auf dt. in etwa 'Der Eingeborene tanzt nicht') beschäftigt sich abermals mit der Situation der Santal, er wurde aufgrund seiner negativen Darstellung der Lebensverhältnissen insbesondere von Frauen und Mädchen allerdings heftig kritisiert und war zeitweise vom Staat Jharkhand zensiert. Hansda Sowvendra Shekhar verlor in diesem Zusammenhang auch vorübergehen seine Stelle bei der Regierung. Öffentliche Proteste gegen diese Zensur führten zu ihrer Aufhebung und Rücknahme der Entlassung des Autors. Die ursprüngliche Kritik des Buches kam von Santals, sie ist möglicherweise mit einem Konflikt verbunden hinsichtlich der Frage mit welchem Schriftsystem Santali geschrieben werden sollte. Proteste gegen das Buch wurden laut, kurz nachdem der Hansda Sowvendra Shekhar auf Social Media über Ol Chiki gepostet hatte, das von der indischen Regierung anerkannte Schriftsystem für Santali. Der Autor gehört selbst der Ethnie der Santal an.
Hansda Sowvendra Shekhar ist auch als Übersetzer von Prosa und Lyrik aus den Sprachen Santali und Hindi ins Englische tätig.

## Veröffentlichungen
- The Mysterious Ailment Of Rupi Baskey. Roman. Aleph Book Company, Neu-Delhi 2014
- The Adivasi Will Not Dance. Kurzgeschichten. Speaking Tiger, Neu-Delhi 2015
- Jwala Kumar and the Gift of Fire: Adventures in Champakbagh. Kinderbuch. Speaking Tiger, Neu-Delhi 2018
- My Father's Garden. Roman. Speaking Tiger, Neu-Delhi 2018
- Who's There? Kinderbuch. Duckbill, Chennai 2020
- Sumi Budhi and Sugi. Kinderbuch. Pratham Books, Bengaluru 2020

## Auszeichnungen
- 2014 auf der Shortlist des The Hindu Prize und des Crossword Book Award
- 2015 Yuva Puraskar der Sahitya Akademie, Muse India-Satish Verma Young Writer Award
- 2016 The Hindu Prize[6]